# Siadres d'Esparta
Siadres d'Esparta (en llatí Syadras, en grec antic Συάδρας "Syádras") fou un escultor d'Esparta.
Va ser un dels mestres d'Èuquir de Corint, juntament amb Cartes d'Esparta. Va viure a la meitat del segle VI aC i fou possiblement un dels dos autors, l'altre va ser Cartes d'Esparta, del crater ornat amb figures de bronze enviat pels espartans a Cresos de Lídia, segons Heròdot.